# Вулиця Феофіла Яновського
Ву́лиця Феофі́ла Яно́вського — вулиця в Солом'янському районі міста Києва, місцевість Олександрівська слобідка. Пролягає від вулиці Божків Яр до вулиці Нечуя-Левицького.
Прилучаються вулиці Над'ярна, Шпильова і Траншейна.

## Історія
Вулиця виникла в першій половині XX століття (почала формуватися на межі 1930—40-х років; повноцінно оформилася та отримала забудову з кінця 1940-х років).
Мала назву (2-га) Ольгинська. 1957 року отримала назву вулиця Петра Заломова, на честь революціонера-більшовика (відомого як прототип головного героя роману «Мати» Максима Горького) Петра Заломова.
Сучасна назва на честь українського лікаря-терапевта, першого серед українських лікарів академіка Всеукраїнської академії наук Феофіла Яновського — 2021 року.